# Federbach (Ohrbach)
Der Federbach ist ein etwa anderthalb Kilometer langer Bach auf dem Gemeindegebiet Adelmannsfeldens im Ostalbkreis im nordöstlichen Baden-Württemberg, der etwas südlich des Weilers Stöcken der Gemeinde von rechts und Nordosten und kurz vor dessen eigener Mündung in die Bühler dem Ohrbach zufließt.

## Geographie

### Verlauf
Der Federbach entsteht gut 100 Meter westlich der K 3243 von dessen Weiler Haid nach Adelmannsfelden auf etwa 451 m ü. NHN am Anfang seiner durchweg bewaldeten, Fuchsklinge genannten Talmulde. Von hier an läuft er durch den Talwald über einen halben Kilometer weit nach Westsüdwesten, bis südlich des ersten Hofes von Stöcken die Flur rechts fast bis ans Bett reicht. Hier fließt aus dem Nordosten auf 426,2 m ü. NHN sein kürzerer rechter Quellast zu, der gewöhnlich ebenfalls erst im Talwald entsteht und an dessen Klingenwaldspitze noch in der Flur bei Eichhof ein etwas unter 0,1 ha  großer, länglicher Teich liegt. Danach zieht der Federbach in südwestlicher Richtung weiter, anfangs zwischen einem Wiesenhang rechts und Wald links, dann wieder ein Stück weit im Wald, ehe sich zuletzt rechts wieder die Flur öffnet. Am Rand der dem Fluss Bühler begleitenden Landesstraße 1072 mündet er schließlich von rechts auf rund 410 m ü. NHN in den Ohrbach, der nach Querung der Straße weniger als hundert Meter weiter in die Bühler einfließt.
Der Federbach mündet nach seinem 1,4 km langen Lauf mit mittleren Sohlgefälle von etwa 29 ‰ rund 41 Höhenmeter unter seinem Ursprung.
Oberhalb der beiden gewöhnlichen Anfänge der Federbach-Zweige gibt es jeweils einen weiteren unbeständigen Oberlaufabschnitt als Wiesengraben. Derjenige des Hauptoberlaufs (linker Aste) durchzieht von seinem Beginn an der K 3243 eine flache Nasswiese bis zum Klingenanfang. Der zusätzliche Lauf des rechten Quellastes beginnt nur etwas über hundert Meter südöstlich von Eichhorn auf rund 455 m ü. NHN als breiter, sumpfiger Graben zwischen zwei Wiesen und erreicht auf Südwestlauf bald den genannten Teich am Rand seines eigenen Zipfels des Fuchsklingenwaldes. Der ständig wasserführende Abschnitt dieses rechten Astes beginnt dann erst weiter abwärts im rechten Klingenweig hundert bis zweihundert Meter vor dem Zusammenfluss mit dem viel längeren linken.

### Einzugsgebiet
Der Federbach entwässert etwa 1,1 km² am Westrand des Unterraums Ellwanger Berge im Naturraum Schwäbisch-Fränkische Waldberge. Hier steht durchweg Mittelkeuper an. Sein Einzugsgebiet erstreckt sich von der Mitte des Waldgebietes Dorflache etwa 2,0 km weit westsüdwestlich bis zur Mündung; es ist fast 0,7 km breit. Die Grenze zum anliegenden Krebsbach-Einzugsgebiet rechts des Federbaches zieht auf einem westsüdwestlich ziehenden Hügelrücken etwa auf der Trasse eines Abzweigs von der K 3243 nach Stöcken bis zu diesem Weiler und fällt von dort schnell zur Mündung ab. Die linke zieht lange und fast bis zuletzt parallel auf einem anderen Hügelrücken vor dem Teileinzugsgebiet des Vorfluters Ohrbachs vor dem Federbach-Zulauf. Der höchste Punkt im Einzugsgebiet liegt sehr dicht an seinem mündungsfernsten Punkt auf einer kleinen Kuppe im Wald Dorflache östlich der Kreisstraße, die bis etwa 483 m ü. NHN aufragt. Eine kurze Wasserscheide nach Nordosten zu zwischen diesen beiden Punkten trennt vom Einzugsgebiet eines namenlosen kürzeren, fast gegenläufigen Baches, der südöstlich von Vorderwald in den Kocher-Zufluss Blinde Rot mündet.
Etwas weniger als die Hälfte des Einzugsgebietes ist bewaldet, in zwei zusammenhängenden, etwa gleich großen Stücken: zum einen ein Anteil des Waldgebietes Dorflache nordöstlich der K 3243 Adelmannsfelden–Haid noch oberhalb von beiden Quellläufen und zum anderen mündungsnäher der Talwald um die Fuchsklinge und ihre zwei Oberlaufklingen.
Die recht geringe Besiedlung im Einzugsgebiet, das ganz im Gemeindegebiet von Adelmannsfelden liegt, beschränkt sich auf das Einzelhaus Eichhorn und einen kleinen Teil des Weilers Stöcken; die Hofgruppe Wendenhof der Gemeinde liegt eben schon hinter der Kammlinie zum Ohrbach im Süden.
Der Quellteich des linken Oberlaufarmes mit Umgebung ist als kleinflächiges Naturdenkmal ausgewiesen.

## Schutzgebiete
Der Bach läuft auf seinen letzten Metern im Landschaftsschutzgebiet Oberes Bühlertal und Umgebung. Das gesamte Einzugsgebiet liegt im Naturpark Schwäbisch-Fränkischer Wald.

### LUBW
Amtliche Online-Gewässerkarte mit passendem Ausschnitt und den hier benutzten Layern: Lauf und Einzugsgebiet des Ohrbaches und des Federbaches

Allgemeiner Einstieg ohne Voreinstellungen und Layer: Daten- und Kartendienst der Landesanstalt für Umwelt Baden-Württemberg (LUBW) (Hinweise)
1. 1 2 3 4  
Höhe nach dem Höhenlinienbild auf dem Hintergrundlayer Topographische Karte.
2. ↑  
Länge nach dem Layer Gewässernetz (AWGN).
3. ↑  
Einzugsgebiet abgemessen auf dem Hintergrundlayer Topographische Karte.
4. ↑  
Höhe nach blauer Beschriftung auf dem Hintergrundlayer Topographische Karte.
5. ↑  
Seefläche nach dem Layer Stehende Gewässer.
6. ↑  
Länge abgemessen auf dem Hintergrundlayer Topographische Karte.
7. ↑  
Schutzgebiete nach den einschlägigen Layern, Natur teilweise nach dem Layer Biotop.

### Andere Belege
1. ↑  
Hansjörg Dongus: Geographische Landesaufnahme: Die naturräumlichen Einheiten auf Blatt 171 Göppingen. Bundesanstalt für Landeskunde, Bad Godesberg 1961. → Online-Karte (PDF; 4,3 MB)
2. ↑  
Geologie nach: Mapserver des Landesamtes für Geologie, Rohstoffe und Bergbau (LGRB) (Hinweise)